# Sin Il-soo
Đây là một tên người Triều Tiên, họ là Sin.
Sin Il-soo (tiếng Hàn: 신일수; sinh ngày 4 tháng 9 năm 1994) là một cầu thủ bóng đá Hàn Quốc thi đấu ở vị trí tiền vệ cho Ansan Greeners FC.

## Sự nghiệp
Sin Il-soo được lựa chọn bởi Seoul E-Land ở đợt tuyển quân K League 2015.
Ngày 23 tháng 8 năm 2017, Sin Il-soo ký hợp đồng với đội bóng LigaPro Varzim..